# Herz-Jesu-Kirche (Bockum-Hövel)

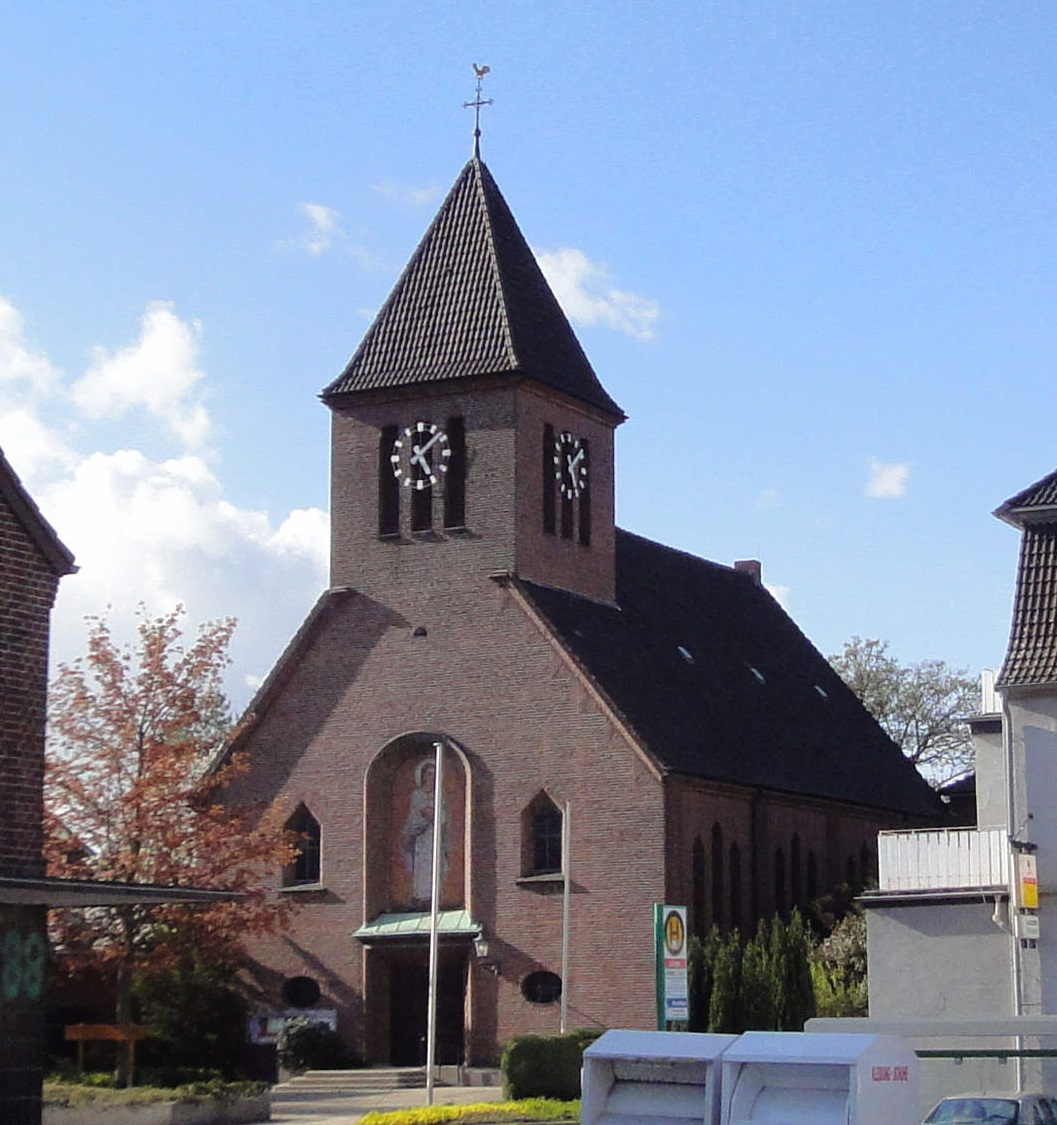
Bockum-Hövel, Herz-Jesu-Kirche

Die Herz-Jesu-Kirche in Bockum war eine römisch-katholische Filialkirche. Die einstmals selbstständige Herz-Jesu-Gemeinde ist heute Teil der Gemeinde Heilig-Geist. Seit 2006 steht der Sakralbau auf der Denkmalliste der Stadt Hamm. Am 15. Januar 2019 wurden Kirchenraum und Sakristei durch einen Schwelbrand völlig verraucht bzw. verrußt. Seitdem ist die Kirche geschlossen. Das Bistum Münster unterrichtete die Pfarrei am 21. November 2019, dass sie entweiht werde, was am 28. Oktober 2022 geschah.

## Geschichte
Der Bau der Kirche wurde notwendig, als die Bevölkerung in den Gemeinden Bockum und Hövel, besonders in deren gemeinsamer Kolonie Radbod, zu Beginn des Ersten Weltkriegs rasant anstieg. Die St.-Stephanus-Kirche in Bockum konnte (ähnlich wie die St.-Pankratius-Kirche in Hövel) die Gottesdienstbesucher an den Sonntagen kaum fassen. Unter Pfarrer Bernhard Weckendorf (1901–1920) hatte man an eine zweite Bockumer Kirche in der Mitte der Zechenkolonie gedacht. Doch erst nach dem Ersten Weltkrieg wurde der Plan konkret. Als Standort des neuen Gotteshauses wurde die obere Hammer Straße am westlichen Ende der Kolonie gewählt, wo sich ein Geschäftszentrum gebildet hatte. Das Gelände erwarb die Kirchengemeinde St. Stephanus von der Gemeinde Bockum im Tausch gegen Kirchenland.

### Gemeindegründung und Kirchbau
1924 wurde unter dem Vorsitz des neuen Bockumer Vikars Johannes Wellekötter ein Kirchbauverein gegründet. 1925 erbrachte eine Kollekte im Bistum Münster insgesamt 20.000 Reichsmark. Gleichzeitig genehmigte die Provinz Westfalen eine Hauskollekte, so dass fünf Bockumer durch Westfalen reisen konnten, um Geld für den Kirchbau aufzutreiben. Vikar Wellekötter sammelte in mehr als zehn Kirchengemeinden des Bistums Münster.
Schon am 26. Juni 1927 konnte der Grundstein der neuen Kirche gelegt werden. In der eingemauerten Urkunde steht: „Erbaut wird dieses Gotteshaus für die rund 3000 Katholiken des zur katholischen Pfarrgemeinde Bockum gehörenden Teiles der Bergarbeitersiedlung Radbod…“ Sie stammten insbesondere aus Oberfranken, Schlesien und Polen. Die Herz-Jesu-Kirche entstand als zweite katholische Kirche in Bockum – gleichzeitig mit der Christus-König-Kirche an der Eichstedtstraße in Hövel. Erbaut nach den Plänen des Diözesanbaumeisters Wilhelm Sunder-Plassmann wurde sie am 2. Mai 1928 durch den Bischof von Münster, Johannes Poggenburg, geweiht. Das „Rektorat Herz-Jesu“ der St.-Stephanus-Gemeinde wurde ins Leben gerufen. Pfarrrektor wurde Vikar Wellekötter.
Im Herbst 1928 erhielt die Kirche für 9.100 Reichsmark drei Glocken mit einer elektrischen Läuteanlage. Auf der Empore war hinter einem übergroßen Schau-Propekt für drei Jahre kostenlos eine kleine Orgel der Werkstatt Breil aus Dorsten aufgebaut. Sie sollte von einer ansehnlichen Orgel derselben Firma abgelöst werden. Doch erst 1956 erhielt die Gemeinde ein dem Sakralraum angemessenes Instrument: eine Orgel, die 1930 von Paul Faust aus Schwelm für die evangelische Kirche in Unna-Massen gebaut worden war. Sie hat zwei Manuale und 17 Register mit zusätzlichen „Oberkoppeln“. Teilweise durch die Orgelbühne verdeckt, befindet sich in einem Turmfenster das Bild des heiligen Radbod, eines Erzbischofs von Trier im 9. Jahrhundert. Nach ihm soll die Zeche Radbod benannt sein. Das ist jedoch umstritten: Vor allem der Friesenherzog Radbod, ein Vorfahr des Erzbischofs, wird als Namensgeber genannt.
An das Gotteshaus wurde 1927/28 ein geräumiges Pfarrhaus angebaut, aus dem Rektor und Kaplan direkten Zugang in den Chorraum der Kirche hatten. Auf der gegenüber liegenden Seite führte die Tür in die Sakristei. Der erste Neupriester, der aus der Herz-Jesu-Gemeinde stammte, war 1931 Heinrich Portmann (1905–1961). Er wurde 1938 der Bischöfliche Kaplan des Bischofs von Münster, Clemens August Graf von Galen. 1946 begleitete er den Bischof nach Rom, als dieser zum Kardinal ernannt wurde. Portmann wurde bei diesem Anlass Päpstlicher Ehrenkämmerer.
Am Rande des Bauplatzes, der für die geplante Kirche vorgesehen war, stand 1926 eine Schulbaracke, die von der Gemeinde Bockum nicht mehr benötigt und für 10.000 Reichsmark an die St.-Stephanus-Gemeinde verkauft wurde. Nach einem Umbau zogen dort 1927 zwei Schwestern aus dem katholischen Orden der „Schwestern der christlichen Schulen von der Barmherzigkeit“ in Heiligenstadt (Eichsfeld), den so genannten Heiligenstädter Schulschwestern, ein. Sie gehörten dem Marienstift der St.-Stephanus-Gemeinde an. 1928 kam eine dritte Schwester hinzu. In der Barackenanlage entstanden außer der Schwesternwohnung ein Versammlungsraum, ein Werkraum mit einer Handarbeitsschule und vor allem ein Kindergarten, Kinderverwahrschule genannt.
Am 1. November 1938 wurde die Rektorat-Gemeinde Herz-Jesu gegen Widerstände aus der St.-Stephanus-Gemeinde vom Bistum Münster zu einer Rektorat-Gemeinde „mit eigener Vermögensverwaltung“ erhoben. Zum 1. Juni 1939 wurde sie eine selbstständige, von der St.-Stephanus-Gemeinde unabhängige, Pfarrei. Rektor Wellekötter wurde ihr erster Pfarrer. 1943 verließ er die Herz-Jesu-Gemeinde und kehrte als Pfarrer in die St.-Stephanus-Gemeinde zurück. Sein Nachfolger wurde Clemens Hörster, der 1954 zum ersten Dechanten des Dekanates Drensteinfurt und wenig später vor allem wegen seiner Verdienste um die Katholische Arbeiterbewegung (KAB) zum „Propst h. c.“ ernannt wurde.

### Kriegsfolgen
Während des Zweiten Weltkrieges fiel am 26. September 1944 eine Bombe in den Garten des Schwesternhauses. Durch die Explosion wurden die Wasch- und Toilettenräume des Kindergartens völlig zerstört. 12 Kinder, die beim Vollalarm nicht abgeholt worden waren, befanden sich mit den Schwestern im Keller; glücklicherweise nicht im einstürzenden Luftschutzraum, sondern im Vorraum. Verstaubt durch Ruß und Mörtel konnten sie ins Freie gelangen. Werkraum und Kindergarten waren unbenutzbar. Der Unterricht des Kindergartens konnte nur behelfsmäßig aufrechterhalten werden, bis 1947 die zerstörten Räume wiederhergestellt wurden. 1953 erhielten die nunmehr vier Schwestern, die bis in die Zeit nach dem Zweiten Weltkrieg auch Häusliche Krankenpflege in der Gemeinde geleistet hatten, ihr eigenes Schwesternhaus. Bis 1976 betreuten sie den Kindergarten, für den 1974/75 ein ansehnliches Gebäude errichtet worden war. 1977 wurde die Baracke abgerissen, so dass hinter der Herz-Jesu-Kirche ein Rasengelände entstand, auf dem die Gemeinde ihre Feiern veranstalten konnte.
Durch die Bombenexplosion am 26. September 1944 ist auch die Kirche in Mitleidenschaft gezogen worden. Das Dach wurde beschädigt, mehrere Fenster, darunter sämtliche sechs Chorfenster, sprangen entzwei. Außerdem hatten alle großen Fenster an der Ostseite zersprungene Gläser. Drei weitere Bombenangriffe auf Bockum-Hövel folgten im Oktober 1944. Nach den Angriffen wurde die Herz-Jesu-Kirche jeweils von der NSDAP „beschlagnahmt“: die Bombentoten wurden, in Säcke eingehüllt, auf Pferdekarren und in Bollerwagen in die Kirche geschafft. Dort wurden sie identifiziert, in Särge gelegt und dann zum Friedhof gebracht. Beteiligte waren entsetzt über die Zerschlagenen und Verstümmelten, die dort in ihrem Blut lagen. Noch jahrelang waren im Holzboden der Kirche Spuren der Blutflecken zu sehen. Während des Krieges waren die Glocken der Herz-Jesu-Kirche ebenfalls beschlagnahmt und zu Rüstungszwecken eingeschmolzen worden. Bereits im Dezember 1945 standen die neuen Glocken abholbereit in der Gießerei in Gescher. Zu Weihnachten läuteten sie zum ersten Mal.

### Jugendarbeit
Unmittelbar nach dem Zweiten Weltkrieg erhielt die Herz-Jesu-Gemeinde ein Jugendheim: Soldaten hatten im benachbarten Stockum während des Krieges neben einer Großkampfbatterie der Flak ihre Wohnbaracke installiert. Sie wurde nach Kriegsende nicht mehr benötigt. Jugendliche konnten sie in Eigeninitiative „organisieren“ (heranschaffen) und auf dem Platz hinter der Herz-Jesu-Kirche als „Michaelsburg“ aufbauen. 1959 rief die Pfarrjugend der Herz-Jesu-Gemeinde die monatlich erscheinende Jugendzeitschrift „Die Pauke“ ins Leben, die sich von der Herz-Jesu-Gemeinde in die drei übrigen drei katholischen Kirchengemeinden Bockum-Hövels ausdehnte. 1965 konnte die Jugend der Herz-Jesu-Gemeinde in den Neubau des Jugendheims neben der ebenfalls neu erbauten Kaplanei umziehen.
Schon bald nach der Gründung der Herz-Jesu-Gemeinde ist ihr jährliches Dreikönigssingen entstanden: Drei „Könige“ und ein Sternträger – Kinder und Jugendliche – zogen zum Dreikönigstag am 6. Januar von Haus zu Haus. Sie sangen ein fünfstrophiges Lied, das offenbar in ihrer Gemeinde gedichtet und komponiert worden war. Dabei sammelten sie Geld für „arme Kinder in der Welt“. Junge Leute aus der Bergarbeitersiedlung Radbod, die nicht zur Herz-Jesu-Pfarrei gehörten, schufen in Konkurrenz sozusagen ihr eigenes „Drei-Weisen-Stück“ ohne Stern, das sie in Ladenlokalen und Gaststätten vortrugen, um für sich selbst und ihre Arbeiterfamilien zu sammeln. So wurde das Dreikönigssingen von Bockum-Radbod zu einer Art Volkskultur. Mitte der 1930er Jahre verboten die Nationalsozialisten die Aktion der Herz-Jesu-Gemeinde. 1946 konnte sie wiederaufgenommen werden. Seinen Ursprung hat das Dreikönigssingen im 16. Jahrhundert, als arme Lateinschüler singend für ihr Schul- und Kostgeld bettelten. Heutzutage ist die „Aktion Dreikönigssingen“, auch „Sternsingeraktion“ genannt, die 1959 bundesweit ins Leben gerufen wurde, die größte Solidaritätsaktion von Kindern für Kinder weltweit.

### Kirchenausstattung und Renovierungen
Der Eingang der Herz-Jesu-Kirche ist der Hammer Straße zugewandt. Der Vorplatz wurde seit 1928 mehrfach umgestaltet. Der Besucher, der durch die massive Holztür in den Backsteinbau eintrat, befand sich unterhalb der Orgelempore, deren Brüstungen auf den Jugendstil hinweisen, wie er noch in den 1920er Jahren gepflegt wurde. In der Gründerzeit der Kirche blickte der Besucher von dort durch die relativ kleine Kirche in den durch Aufbau und Ausmalung wuchtig erscheinenden Altarraum. Über dem Hochaltar sah er ein Herz-Jesu-Bild und zwei Heiligenstatuen. Noch in den 1930er Jahren wurde dieser Altaraufbau beseitigt und durch ein an der Wand hängendes großes Kreuz ersetzt.
Rechts neben dem Chorraum sah man den 1935 geschnitzten Josefsaltar, unter dem in der Karwoche das Heilige Grab geöffnet wurde. In der Weihnachtszeit befand sich hier, anstelle des Josefsaltars, eine hoch aufgebaute Krippe vor einer farbig gemalten, phantasievollen Kulisse der Stadt Bethlehem vor 2000 Jahren. Die Krippe mit dem Feld der Hirten von Bethlehem füllte den gesamten Raum zwischen dem Seitenaltar und der ersten Kirchenbank.
Um 1953 wurde der Innenraum des Sakralbaus gründlich erneuert. Das Bild des segnenden Christus über dem Chor wurde dabei durch eine symbolische Darstellung der Sieben Sakramente übermalt. Durch die Fenster, die durch die Bombenexplosion im September 1944 beschädigt worden waren, strömte nun Helle in den renovierten Raum, wobei die Wände und Kapitelle weiterhin Elemente der 1920er Jahre aufwiesen. Unter den Seitenfenstern wurden einige Zeit später die 14 Mosaikbilder des Kreuzwegs aus Naturstein, Marmor und Tonstein angebracht. Ihn hat der Künstler Josef Dieckmann aus Bockum-Hövel für seine Heimatkirche geschaffen. Nach dem Zweiten Vatikanischen Konzil wurde 1967 als Übergangslösung im Chorraum ein „Volksaltar“ aufgestellt. Der Nebenaltar auf der linken Seite wurde durch eine in ihrer Schlichtheit bestechende Marien-Plastik des international bekannten Künstlers Heinrich Gerhard Bücker aus Beckum-Vellern ersetzt.
Seit Sommer 1981 wurde der gesamte Innenraum der Kirche, insbesondere der Chorraum, entsprechend der Liturgiekonstitution des Zweiten Vatikanischen Konzils neugestaltet. Die Arbeiten waren auch notwendig, weil vor allem die Wände der Ostseite, die von der Bombenexplosion 1944 verstärkt in Mitleidenschaft gezogen worden war, Risse aufwiesen. Der Hochaltar, auf dem weiterhin der Tabernakel von 1928 steht, wurde um zwei Stufen niedriger gesetzt, der Innenraum mit Farbe gegliedert. Der neue Zelebrationsaltar wurde von dem Ehepaar Gerhard und Barbara Rumpf aus Neustadt/Pfalz geschaffen. Für die gestalterische Konzeption des evangelischen Christen Rumpf war der Pelikan das maßgebliche Symbol, das in eine Herz-Jesu-Kirche gehöre; denn schon die Kirchenväter und dann das christliche Mittelalter erkannten im Pelikan – dem Vogel, der für seine Jungen sein Blut vergießt – ein Symbol des Jesus von Nazareth und seines blutenden Herzens am Kreuz. So entstand der Pelikan mit seinen weit ausbreitenden Flügeln, auf dem der Tisch des zusätzlichen Zelebrationsaltars in der Mitte des Chorraums ruht.
Wie der Pelikan und die „Tischbeine“ des Zelebrationsaltars ist auch der Ambo aus Bronze. Ähnlich dem Altar ist er mit Vögeln geziert. Wie ein schlanker Baum nach oben strebend soll er daran erinnern, dass vom „Holz des Baumes“, dem Kreuz, das „Leben“ kam. In seinem Geäst findet sich ein Vogelnest, am Wurzelwerk sieht man Schnecke, Fisch und Maus. Die Eidechse, die der aufgehenden Sonne entgegenblickt, galt im Mittelalter als Symbol des Menschen, der die „Sonne der Gerechtigkeit“ sucht. Das Bildhauerehepaar Rumpf schuf außerdem den Osterleuchter und den Taufstein.
Altar und Ambo wurden 1986 vom Bischof von Münster, Reinhard Lettmann, geweiht.

### Personen
(Quelle:)

#### Pfarrer
- Johannes Wellekötter (1939–1943; Pfarrrektor 1928–1939)
- Clemens Hörster (1943–1967)
- Norbert Brockhinke (1967–1987)
- Leonard Rollnik (1987–2004)

#### Kapläne
- Johannes Micklinghoff (1931–1934)
- Hermann Erdbürger (1934–1937)
- Franz Kötters (1937–1943)
- Ernst Hüttermann (1945–1946)
- Friedrich Hauke (1946–1950)
- Josef Remmersmann (1950–1952)
- Alois Otremba (1952–1955)
- Bruno Schischke (1956–1958)
- Eduard Schotte (1958–1964)
- Bernhard Hüning (1964–1970)
- Alfred Bünker (1970–1974)